# Ilybius hulae
Ilybius hulae är en skalbaggsart som först beskrevs av Wewalka 1984.  Ilybius hulae ingår i släktet Ilybius och familjen dykare. Inga underarter finns listade i Catalogue of Life.